# Korintisk ordning

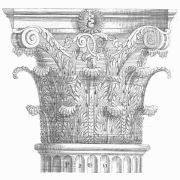
Korintiskt kapitäl

Korintisk ordning är en kolonnordning som skapades i Aten under 400-talet f.Kr. I de äldsta exemplen skiljer den sig från den joniska endast genom akantuskapitälet. 
I sin normativa arkitekturteori nöjer sig Vitruvius med att beskriva enbart kapitälet, eftersom den korintiska ordningen inte har några särskilda regler för kornischen och de andra delarna. Under senromersk tid fick det korintiska entablementet dock en mycket speciell karaktär. 
Det korintiska kapitälet har enligt Vitruvius fått sin form av skulptören Kallimakos, som vid ett tillfälle inspirerats till detta då han ovanpå en korintisk flickas grav noterade en korg med leksaker, övertäckt av en stenskiva (abakus), omslingrad av vild akantus.
Från början, i den grekiska arkitekturen, skall den korintiska ordningen främst ha förekommit i interiörer. I den romerska arkitekturen blev den dock den vanligaste av de klassiska kolonnordningarna, en position som den behöll under såväl medeltiden som renässansen. Också under barocken föredrogs den framför de andra, enklare och mindre utsmyckade ordningarna.
Ett berömt exempel på den korintiska ordningens användning är Dioskurernas tempel (Castor och Pollux-templet) på Forum Romanum i Rom.